# Le Chant des Girondins
Le Chant des Girondins – francuska pieśń patriotyczna będąca hymnem II Republiki Francuskiej (1848–1852).
Słowa pochodzą ze sztuki teatralnej "Kawaler de Maison-Rouge" (fr. Le Chevalier de Maison-Rouge), wystawionej w Paryżu w 1847 roku. Autorami byli Alexandre Dumas oraz Auguste Maquet. Słowa refrenu zostały zaczerpnięte z utworu "Roland à Roncevaux", którego autorem był Claude Joseph Rouget de Lisle.
Muzykę do pieśni skomponował Alphonse Varney.
Le Chant des Girondins
Par la voix du canon d’alarme

La France appelle ses enfants:

Allons, dit le soldat, aux armes !

C’est ma mère, je la défends.

Mourir pour la patrie

C’est le sort le plus beau,

Le plus digne d’envie !

Nous, amis, qui loin des batailles

Succombons dans l’obscurité,

Vouons du moins nos funérailles

A la France, à la liberté.

Mourir pour la patrie

C’est le sort le plus beau,

Le plus digne d’envie !

Frères, pour une cause sainte,

Quand chacun de nous est martyr,

Ne proférons pas une plainte,

La France, un jour doit nous bénir.

Mourir pour la patrie

C’est le sort le plus beau,

Le plus digne d’envie !

Du Créateur de la nature,

Bénissons encore la bonté,

Nous plaindre serait une injure,

Nous mourons pour la liberté.